# Caroline Jarmoc
Caroline Jarmoc, (ur. 16 czerwca 1991 w Calgary) – kanadyjska siatkarka pochodzenia polskiego, grająca na pozycji środkowej. W sezonie 2014/2015 grała w Orlen Lidze w zespole PGNIG Nafta Piła. Od 2015 roku zawodniczka Allianz Volley Stuttgart.

## Życie prywatne
Jej rodzice Jacek i Zofia wyemigrowali do Kanady w okresie PRL, ojciec był koszykarzem, a matka uprawiała skok wzwyż. Ma dwoje rodzeństwa – siostrę Patricię i brata Thomasa, którzy również uprawiają siatkówkę.

## Sukcesy klubowe
Mistrzostwo Niemiec:
- 2016